# Wandea (departament)
Wandea (fr. Vendée, wymowaⓘ) – departament w zachodniej Francji (w regionie Kraj Loary), utworzony 4 marca 1790 roku w zachodniej części dawnej prowincji Poitou. Ośrodkiem administracyjnym (prefekturą) i największym miastem departamentu jest La Roche-sur-Yon.
W okresie rewolucji francuskiej w regionie tym nastąpiły powstania chłopskie, tzw. wojny wandejskie, w obronie religii i króla, skierowane przeciwko terrorowi i nadużyciom władz rewolucyjnych. W wyniku brutalnej pacyfikacji przeprowadzonej przez wojska rządowe, śmierć poniosło około 170 000 powstańców i ludności cywilnej. Obecny herb Wandei został przyjęty dla upamiętnienia wandejskich powstańców (taki sam przyjęło FSSPX).
Ten tradycyjnie konserwatywny region był uznawany za polityczny bastion partii Ruch dla Francji.
W 2023 roku w skład departamentu wchodziło 255 gmin (lista).

## Miejscowości
Największe miejscowości departamentu (w nawiasach liczba ludności w 2021 roku):

- La Roche-sur-Yon (54 952)
- Les Sables-d’Olonne (48 402)
- Challans (22 494)
- Montaigu-Vendée (20 605)
- Les Herbiers (16 453)
- Fontenay-le-Comte (13 471)
- Saint-Hilaire-de-Riez (12 682)
- Aizenay (10 146)
- Luçon (9483)
- Essarts-en-Bocage (9399)
- Saint-Jean-de-Monts (8741)
- Le Poiré-sur-Vie (8626)
- Chantonnay (8447)
- Talmont-Saint-Hilaire (8161)
- Saint-Gilles-Croix-de-Vie (7974)
- Aubigny-Les Clouzeaux (7069)
- Sèvremont (6391)
- Bellevigny (6235)
- Mortagne-sur-Sèvre (6064)
- Pouzauges (5597)
- Chanverrie (5506)
- La Ferrière (5398)
- Les Achards (5391)
- La Garnache (5316)
- Bretignolles-sur-Mer (5112)
- Mouilleron-le-Captif (5037)

## Zobacz też

Mapa departamentu Wandea